# Конфлуенсія
Конфлуе́нсія (ісп. Confluencia) — департамент аргентинської провінції Неукен із центром у місті Неукен, столиці провінції. Департамент межує з департаментом Аньєло на півночі, з провінцією Ріо-Неґро на сході і південному сході, з департаментом Пікун-Леуфу на південному заході і з департаментом Сапала на заході.
Слово confluencia означає «злиття річок», департамент названий так через розташування біля місця злиття річок Неукен і Лімай, що утворюють річку Ріо-Неґро.
Конфлуенсія — найбагатший департамент в провінції. Він багатий на нафту і природний газ. У містечку Вілья-ель-Чокон знаходиться найбільша гідроелектростанція в Патагонії — Ель-Чокон. Важливим сектором економіки є й сільське господарство, зокрема вирощування яблук і груш, особливо в муніципалітетах Плотт'єр і Сенільйоса.